# NGC 3828
NGC 3828 ist eine Spiralgalaxie mit aktivem Galaxienkern vom Hubble-Typ S im Sternbild Löwe an der Ekliptik. Sie ist schätzungsweise 460 Millionen Lichtjahre von der Milchstraße entfernt und hat einen Durchmesser von etwa 110.000 Lj. 

Im selben Himmelsareal befindet sich u. a. die Galaxie NGC 3853.
Das Objekt wurde am 28. März 1886 von Guillaume Bigourdan entdeckt.